# Rafael Pérez de la Dehesa
Rafael Pérez de la Dehesa (Madrid, 1 de abril de 1931 - ibíd., 28 de junio de 1972) fue un historiador y catedrático universitario español.
Licenciado en Derecho y Filosofía y Letras por la Universidad Central de Madrid, se doctoró por la Universidad Brown (Estados Unidos) en 1963 con una tesis sobre Joaquín Costa y en Filosofía y Letras en Madrid con su tesis "Política y sociedad en el primer Unamuno", dirigida primero por José Luis López Aranguren (hasta que fue expulsado de la universidad durante la dictadura franquista) y por Rafael Calvo Serer. Admirador del anarquismo y opuesto al marxismo, en su trayectoria profesional como catedrático, no pudo obtener plaza en universidad alguna española al ser rechazado. Fue profesor de literatura española en la misma Universidad de Brown y en la Universidad de California en Berkeley, manteniendo frecuentes contactos con el exilio español en Estados Unidos. Destacó como historiador de la literatura española de la generación del 98, con una profundización sobre la figura de Joaquín Costa desde una perspectiva e interpretación liberal de su pensamiento. Sus trabajos sobre Miguel de Unamuno se centraron en el periodo más joven y menos conocido del autor y filósofo. Fue un habitual conferenciante en España y América y publicó con asiduidad en la Revista de Occidente, entre otras muchas. Su más importante obra fue El Grupo Germinal, una clave del 98 (1971), mereciendo también atención la antología de escritos de Costa, Oligarquía, caciquismo, colectivismo agrario y otros escritos (1967), la publicación de los Escritos dispersos de Unamuno y Camino de perfección, de Pío Baroja.